# Waldemar Hinc
Waldemar Stanisław Hinc (ur. 6 maja 1925 w Wyszogrodzie, zm. 18 grudnia 2018) – polski architekt.

## Życie i działalność
W 1952 uzyskał dyplom na Wydziale Architektury Politechniki Wrocławskiej i w tym samym roku skierowany do pracy w Warszawie, został członkiem Oddziału Warszawskiego SARP. W latach 1952–2010 był związany z Biurem Projektów Budownictwa Ogólnego w Warszawie, gdzie od 1974 był kierownikiem pracowni. Był między innymi współautorem wraz z Janem Bogusławskim i Wojciechem Kowalczykiem projektu budynku Ambasady PRL w Moskwie oraz wraz z Ryszardem Trzaską zespołu budynków Politechniki w Białymstoku z 1981, wyróżnionego Nagrodą Ministra Budownictwa. Był także projektantem Hali Judo AWF w Warszawie oraz Europejskiego Centrum Promocji Kultury Regionalnej i Narodowej „Matecznik-Mazowsze” w Otrębusach-Karolinie.
Był członkiem Mazowieckiej Okręgowej Izby Architektów RP i rzeczoznawcą SARP.
Do końca życia był związany z rodzinnym Rogozinem. Uczestniczył w życiu szkoły podstawowej im. swojego ojca, Czesława Hinca. Był pasjonatem historii rodzinnych stron oraz historii rodu Hinców, którą starał się usystematyzować we własnych publikacjach. Jego książka, Sklepienie i kamień. Opowieść o Rogozinie, pozostaje podstawowym źródłem wiedzy m.in. na temat czasów okupacji hitlerowskiej ziem Mazowsza Płockiego.

## Publikacje
- Czas miniony: Płock - Małachowianka, Warszawa 2011,
- Wyszogród – smuga pamięci, Pułtusk 2011,
- Sklepienie i kamień. Opowieść o Rogozinie, Pułtusk 2011,
- Kształt czasu, Warszawa 2012,
- Hińcowie, Warszawa 2016.